# Murphy's Irish Stout

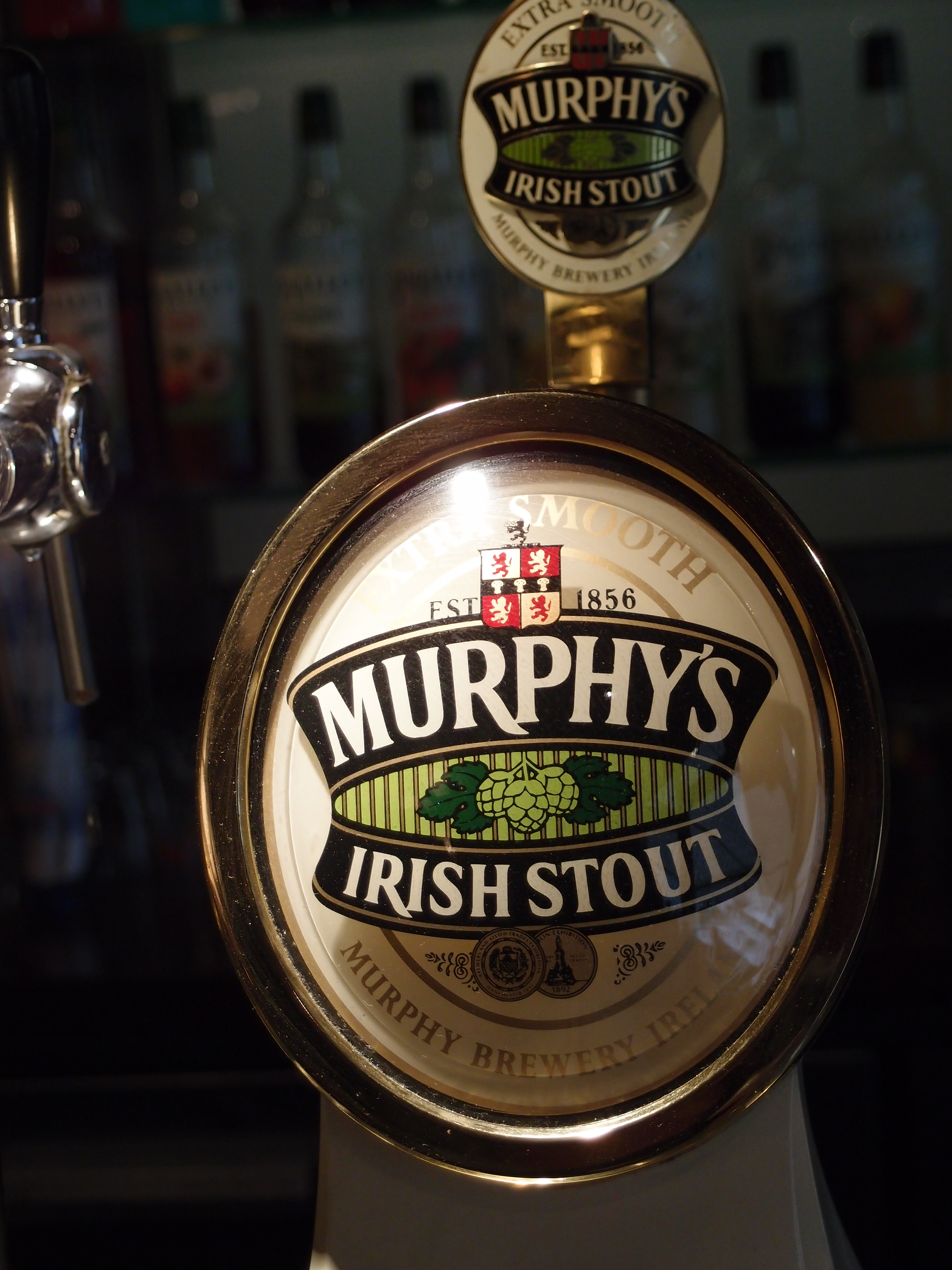
Un grifo de Murphy's.

Murphy's Irish Stout es una cerveza dry stout (o estilo irlandés) elaborada en el Condado de Cork, Irlanda, siguiendo la receta original de la Cervecería de Murphy's desde 1856.

## Características
En comparación con sus competidores, más amargos y más pesados, principalmente Guinness y Beamish, Murphy's es un stout ligero y más dulce. Su sabor evoca caramelo y malta, y es descrito como "un pariente lejano de leche con chocolate".
La semejanza con la leche se extiende más allá del sabor y la textura; Murphy no contiene ningún rastro de carbonatación, y es servida "negra, como cappuccino fuerte" con un poquito de espuma -"la cabeza"- por encima.
La espuma, en particular, es alabada por su naturaleza notablemente espesa y cremosa y su alta densidad, de la que se dice que se puede tomar con cuchara.
Después de años como una cerveza sobre todo local, la adquisición de la cervecería por Heineken - con la consiguiente expansión en la distribución - Murphy's ha salido a la comunidad de bebidas internacional. Como el crecimiento ha sido fuerte en todo el mundo, Murphy's ya está disponible en 70 países. La crítica fuera de su tierra natal ha sido generalmente positiva. Como un ejemplo, el "Beer Bites" la columna de The Daily Orange le concedió "tres y medio de cuatro tazas".
Los expertos han notado la naturaleza más intensa, más oscura y profundamente condimentada de Murphy como un distintivo significativo sobre cervezas americanas.